# Odessa (Floride)
Odessa est une census-designated place du comté de Pasco, dans l'État de Floride, aux États-Unis,. En 2020, elle compte une population de 8 080 habitants.